# Tabriz (shahrestan)
Tabriz (persiska, sydazerbajdzjanska: تبريز), officiellt Shahrestan-e Tabriz (persiska: شهرستان تبريز), är en delprovins (shahrestan) i Iran. Den ligger i provinsen Östazarbaijan, i den nordvästra delen av landet. Administrativt centrum är staden Tabriz.
Delprovinsen hade 1 773 033 invånare 2016.